# Ljutice (Koceljeva)
Pour les articles homonymes, voir Ljutice.
Ljutice (en serbe cyrillique : Љутице) est un village de Serbie situé dans la municipalité de Koceljeva, district de Mačva. Au recensement de 2011, il comptait 489 habitants.

## Démographie

### Évolution historique de la population
| 1948  | 1953  | 1961  | 1971  | 1981 | 1991 | 2002 | 2011 |
| ----- | ----- | ----- | ----- | ---- | ---- | ---- | ---- |
| 1 297 | 1 303 | 1 219 | 1 110 | 972  | 755  | 593  | 489  |

|  |